# Abraxas lilacina
Abraxas lilacina là một loài bướm đêm trong họ Geometridae.